# Василишин Михайло Іванович (Герой Радянського Союзу)
Василишин Михайло Іванович (27 березня 1918, Чорний Потік, Печеніжинський повіт, Станіславівський округ, Королівство Галичини і Володимирії, Австро-Угорщина. — 21 червня 1994, Чорний Потік, Надвірнянський район, Івано — Франківська область, Україна) — військовий.

## Біографія
Народився 27 березня 1918 р. в Чорний Потік на Прикарпатті. Закінчив 2 класи школи. У 1944 р. мобілізований до радянської армії. 
Воював на фронті від вересня 1944 р. у кулеметних обслугах 175 гвардійського стрілецького Віленського полку 58 стрілецької дивізії 5 армії . Відзначився у січні 1945 під час форсування р. Одер в районі м. Ополе в Польща.
Після завершення війни вернувся в рідне село у званні гвардії сержант. Помер в 1994 р. 

### Інцидент щодо нагороди
Михайло Василишин нагороджений званням «Герой Радянського Союзу». Але помилково, через біографічну плутанину, але нагорода  мала дісталась іншому Михайлові Василишину, уродженцю Спас, який служив у тому самому полку, що й Михайло Василишин зі Чорного Потоку. Відомо це стало лише 1984 року, й відтоді родичі Михайла Василишина намагалися виправити цю помилку.

## Нагороди
- Герой Радянського Союзу (1945).
- орден «Золота Зірка»
- орден Леніна [2]